# Mezii
William « mezii » Merriman, né le 15 octobre 1998 en Angleterre, est un joueur professionnel de Counter-Strike. Il évolue actuellement au sein de Team Vitality en qualité de Rifler. 

## Biographie
William Merriman naît le 15 octobre 1998 au Royaume-Uni et grandit à Birmingham dans une fratrie de 5 garçons. Il découvre Counter-Strike: Source à l’âge de 9 ans grâce à son père. Il se met sérieusement au jeu en 2014 sur Counter-Strike: Global Offensive,. Il joue avec des amis, participe à quelques LAN au Royaume-Uni et monte les échelons jusqu’à atteindre le rang Global Elite (le rang le plus important de CS:GO). mezii se démarque par son esprit d’équipe et son jeu collaboratif.
Alors en études supérieures en spécialité comptabilité et finance, mezii continue à jouer de façon non-professionnelle tout en observant la scène internationale et gardant un excellent niveau. Cela l’amène à côtoyer de nombreuses équipes dont Team XENEX en 2018 avec le danois Anders « eZo » Pedersen, l’équipe Orgles5 entre 2018 et 2019 ou London Esports en 2019,.
Cela lui a permis de se faire repérer et de signer chez Vexed Gaming en juin 2019. C’est à ce moment qu’il progressera le plus. Cependant l’aventure s’arrête en avril 2020, quand Vexed Gaming décide d’abandonner son roster Counter-Strike.
Encore une fois, il a l’opportunité de se relancer chez GamerLegion durant quelques mois, ce qui lui permet pour la première fois d’être dans une structure établie. Malgré des résultats corrects pour des équipes de cette envergure, et une scène Counter-Strike britannique peu développée, mezii se démarque encore une fois par son niveau individuel. Il est repéré par Cloud9, une équipe de premier plan, avec qui il signe et dont le britannique Henry « HenryG⁠ » Greer est le directeur général. Il a alors 21 ans et vient d’être diplômé. Non considéré comme une « superstar », son indemnité de transfert ne s’élève qu'à $83,000, pour un contrat de 3 ans à $426,000.
Malheureusement l’équipe surnommée « The Colossus » (Le Colosse en français) lors des recrutements en septembre 2019 peine à afficher de bons résultats. En mars, Cloud9 décide de mettre sa division CS:GO à l’arrêt et met le roster sur le marché des transferts. William « mezii » Merriman rejoint alors gratuitement en avril la structure britannique Endpoint, qui figure tout juste dans le top 30 mondial.
En août 2021, après avoir retrouvé un bon niveau, mezii arrive chez Fnatic qui abandonne un roster entièrement suédois. Il y retrouve son ancien coéquipier, le franco-britannique Alex « ALEX⁠ » McMeekin dans une nouvelle équipe internationale. mezii prendra d’ailleurs le rôle d’In-game leader (IGL, c'est-à-dire capitaine).
William quittera Fnatic en novembre 2023 après seulement deux victoires en tournois A-Tier (équivalent ATP500 au tennis) : la REPUBLEAGUE Season 2 en novembre 2021 et l’Elisa Masters Espoo 2022.
Quelques mois après la fin de CS:GO et le lancement de CS2 en septembre 2023, mezii est annoncé le 8 novembre 2023 par Team Vitality, alors champions du Major de Paris, comme remplaçant du danois Emil « Magisk » Reif. Moins d’un mois après l'arrivée de mezii au sein du roster, Vitality remporte le BLAST Premier Fall Final 2023, premier trophée S-Tier de mezii. Ils remporteront ensuite un second titre majeur en décembre avec le BLAST Premier World Final 2023.
En août 2024, mezii remporte le trophée le plus important de la scène e-sportive Counter-Strike avec la victoire 3-1 contre l'équipe ukrainienne Natus Vincere lors de l’IEM Cologne, au cœur de la Lanxess Arena (la « Cathédrale de Counter-Strike »). En octobre, il est temporairement remplacé par Audric « ⁠JACKZ⁠ » Jug lors du BLAST Premier World Final 2024, afin d’assister à la naissance de son premier enfant.
En juin 2025, il remporte avec Vitality son premier Major lors du BLAST.tv Austin Major 2025,. C'est le premier britannique à remporter un Major sur Counter-Strike.

## Palmarès

### Par structure
| Tournoi                        | Année | Équipe        | Catégorie |        |
| ------------------------------ | ----- | ------------- | --------- | ------ |
| REPUBLEAGUE Season 2           | 2021  | Fnatic        | A-Tiers   |        |
| Elisa Masters Espoo 2022       | 2022  | Fnatic        | A-Tiers   |        |
| BLAST Premier Fall Final 2023  | 2023  | Team Vitality | S-Tiers   | [ 19 ] |
| BLAST Premier World Final 2023 | 2023  | Team Vitality | S-Tiers   | [ 20 ] |
| IEM Cologne 2024               | 2024  | Team Vitality | S-Tiers   | [ 21 ] |
| IEM Katowice 2025              | 2025  | Team Vitality | S-Tiers   | [ 22 ] |
| ESL Pro League Season 21       | 2025  | Team Vitality | S-Tiers   | [ 23 ] |
| BLAST Open Lisbon 2025         | 2025  | Team Vitality | S-Tiers   | [ 24 ] |
| IEM Melbourne 2025             | 2025  | Team Vitality | S-Tiers   | [ 25 ] |
| Intel Grand Slam Seasons 5     | 2025  | Team Vitality | S-Tiers   | [ 25 ] |
| BLAST Rivals Spring 2025       | 2025  | Team Vitality | S-Tiers   | ,      |
| IEM Dallas 2025                | 2025  | Team Vitality | S-Tiers   | [ 28 ] |
| BLAST.tv Austin Major 2025     | 2025  | Team Vitality | S-Tiers   | ,      |

## Pour aller plus loin
- (en) Ne0Kai, « The King of UKCS - Fnatics very own Mezii Interview - Ne0 Gets To Know », sur youtube.com, 28 octobre 2022 (consulté le 15 janvier 2025)
- (en) Dom Sacco, « "I’m not your typical UK CSGO player" – Fnatic Mezii interview conducted by James Banks | Powered by MSI », sur esports-news.co.uk, 12 février 2022 (consulté le 15 janvier 2024)
- (en) puffin, « THE ROAD - kingmezii », sur youtube.com, 3 août 2020 (consulté le 15 janvier 2025)